# Ossas-Suhare
Ossas-Suhare en francés, Ozaze-Zühara en euskera, es una localidad y comuna francesa situada en el departamento de Pirineos Atlánticos, en la región de Aquitania y en el territorio histórico vascofrancés de Sola.

## Demografía
| Gráfica de evolución demográfica de Ossas-Suhare entre 1800 y 2012 |
|                                                                    |

El resultado del año 1800 es la suma final de todos los datos parciales obtenidos antes de la creación de la comuna (14 de junio de 1845).
Fuentes: Ldh/EHESS/Cassini e INSEE.

## Economía
La principal actividad es la agrícola (ganadería, pastos).